# 201 Brygada Uzupełnieniowa
201 Brygada Uzupełnieniowa (niem. Ersatz-Brigade 201) – jedna z niemieckich brygad uzupełnieniowych z czasów II wojny światowej. 
Utworzona w czerwcu 1941 roku w Fuldzie, w IX Okręgu Wojskowym, w ramach 16 fali mobilizacyjnej. Przez krótki okres była też oznaczana jako 201 Brygada. Składała się z 3 uzupełnieniowych pułków piechoty: 601., 609., i 611. Od lipca 1941 roku zadaniem brygady było obsadzenie terenów GG. W grudniu tego roku sformowała 3 bataliony marszowe dla Grupy Armii Północ. Sztab brygady miesiąc później przerzucono z Krakowa do obszaru tyłowego Grupy Armii Środek. W lutym 1942 roku sztab ten został przemianowany na 201 Brygadę Bezpieczeństwa, a 3 sztaby pułkowe zaczęły operować na terenie Białorusi. 6 batalionów pozostało samodzielnie w Polsce.